# Scopula intervulsata
Scopula intervulsata là một loài bướm đêm trong họ Geometridae.